# Saudade (quadrinhos)
Saudade é um romance gráfico brasileiro escrito por Phellip Willian e desenhado por Melissa Garabeli, com letras de Deyvison Manes. O livro conta a história de uma família que encontra um cervo perdido e o leva para casa, porém a avó não gosta da ideia e vários conflitos surgem, inclusive relacionados a um luto recente e ao desejo do cervo de voltar à floresta. O livro foi publicado em 2018 de forma independente através de financiamento coletivo no site Catarse. No ano seguinte, o livro ganhou o Prêmio Angelo Agostini na categoria "melhor lançamento independente".